# Erich Löwenhardt
Erich Löwenhardt (Breslau, Silèsia llavors Alemanya ara Polònia, 7 d'abril de 1897 - prop de Chaulnes, Somme, França, 10 d'agost de 1918) fou el tercer aviador de combat as alemany amb més victòries, amb 54, de la Primera Guerra Mundial, només per darrere de Manfred von Richthofen i Ernst Udet.

## Primers passos
Löwenhardt va néixer a Breslau, Silèsia, Imperi Alemany fill d'un metge. Tenia disset anys i era cadet quan esclatà la guerra a l'agost de 1914, actuant en la infanteria amb el Regiment Núm. 141 al front oriental. A l'octubre de 1914 fou nomenat oficial i el 30 d'octubre ja havia estat condecorat i ferit. Es retrobà amb la seva unitat als Carpats. A principis de 1915 va rebre la Creu de Ferro de primera classe per salvar 5 homes ferits. Llavors fou transferit als exèrcits alpins.

## Servei Aeri
Llavors, s'oferí voluntari per a ser transferit a la Luftstreitkräfte. Löwenhardt fou qualificat primer com a observador, i després completà els entrenaments de pilot el 1916. Començà el seu servei en aparells biplaça amb la FAA 265, per a ser posteriorment transferit a l'esquadró de caces Jagdstaffel 10 al març de 1917. Al juny de 1917, la Jasta 10 va esdevindre un dels quatre esquadrons de la Jagdgeschwader 1 de Manfred von Richthofen, i Löwenhardt ràpidament es feu un nom entre els pilots. A finals d'any comptava amb 8 victòries, i al doblar el seu total de victòries a principis de l'any nou va esdevindre comandant de la Jasta 10 l'1 d'abril de 1918.
Löwenhardt s'escapà de la mort diverses vegades durant la seva carrera com a pilot, incloent ferides en un aterratge forçat al setembre de 1917, una quasi fallada del seu paracaigudes al juny de 1918 i un incident el 6 de novembre de 1917, en el qual el seu Albatros D.V havia estat tocat per foc antiaeri, esguerrant gran part de la tela i estructura de l'ala dreta. Eventualment, part de l'ala es va desprendre totalment. Aconseguí aterrar al seu aeròdrom, tot i que el seu aparell s'accidentà, en sortí ben parat, sense ferides de consideració.
L'Oberleutnant Löwenhardt era un pilot agressiu i hàbil, fet que comportà que el seu registre total augmentés ràpidament. A finals de maig de 1918 rebé la màxima condecoració de Prússia, la Pour le Mérite (Blue Max) quan comptava amb 24 victòries. Pilotant el nou Fokker D.VII, afegí 8 victòries més al juny i 16 al juliol. Al 9 d'agost comptava amb 53 victòries.

## Mort en acció
L'endemà, 10 d'agost de 1918, Löwenhardt va abatre un caça SE-5 britànic de l'Esquadró Núm. 56 prop de Chaulnes, Somme, França. Tot i això, el seu aparell xocà contra el Fokker D.VII d'Alfred Wenz de la Jasta 11, saltant ambdós amb paracaigudes. Mentre que el de Wenz s'obrí, el de Löwenhardt no, caient al buit des de 12000 peus (3650 metres). El seu cos fou recuperat 4 dies més tard. Tenia 21 anys.